# Maturzysta
Maturzysta – ogólnopolski miesięcznik dla licealistów.
W magazynie poza dodatkiem z materiałami powtórkowymi (około 16 stron), znajdują się wiadomości związane z nauką, edukacją i życiem w liceach. Dużą część magazynu stanowią tematy "lifestyle'owe" - dotyczące społeczeństwa, mediów, sportu itp.
Czasopismo skierowane jest do licealistów i maturzystów. Zawiera opisy zawodów oraz kierunków na polskich uczelniach wraz z informacjami o perspektywach, jakie dają absolwentom. Prezentowane są także ośrodki akademickie w kraju.
"Maturzysta" porusza także tematykę związaną z karierą, pracą i finansami. Na łamach pisma publikowane są artykuły traktujące o problemach młodych ludzi oraz o możliwościach spędzania wolnego czasu. Wydawcą magazynu jest BDB Media.

## Statystyki
- Nakład magazynu – 42 tys. (średnio wrzesień 2007 – listopad 2007)
- Objętość – 100 stron

## Główne działy w miesięczniku
- Maturalny Ekspress – krótkie informacje o maturze i wszystkim, co się z nią wiąże.
- Gwiazdy – wywiad z postacią ciekawą lub ważną.
- Kalendarz maturzysty – co ważnego w danym miesiącu powinno zainteresować licealistów.
- News – przekrój informacji z kraju i ze świata.
- Short – to, co zabawne i ciekawe - krótko i treściwie.
- Zawód – przewodnik po zawodach, czyli co można robić po maturze.
- Kierunek – opisy najciekawszych, najpopularniejszych i najdziwniejszych kierunków na polskich uczelniach.
- Miasto – akademickie ośrodki w Polsce widziane oczami samych studentów.
- Blog Belfra – z pamiętnika nauczyciela (felieton).
- Niezbędnik Maturzysty – materiały do matury.
- Dyskusja – dwugłos w sprawie ważnej i ciekawej.
- Porady psychologa – odpowiedzi na pytania i porady przydatne dla wszystkich.
- Lifestyle – z życia wzięte, czyli co się dzieje we współczesnym świecie.
- Moda pod LO – street fashion w wykonaniu licealistów.
- Kultura – recenzje, informacje i wydarzenia muzyczne, książkowe, płytowe, komiskowe.
- Wypad – nie samą Polską człowiek żyje.
- Bez cenzury – miejsce dla czytelników "Maturzysty".